# トンレサップ

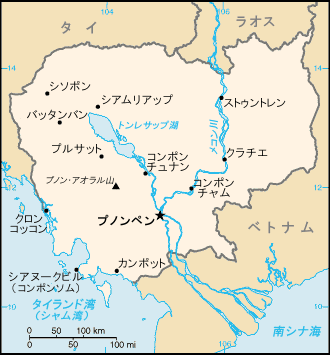
カンボジア国内におけるトンレサップとメコン川の位置関係

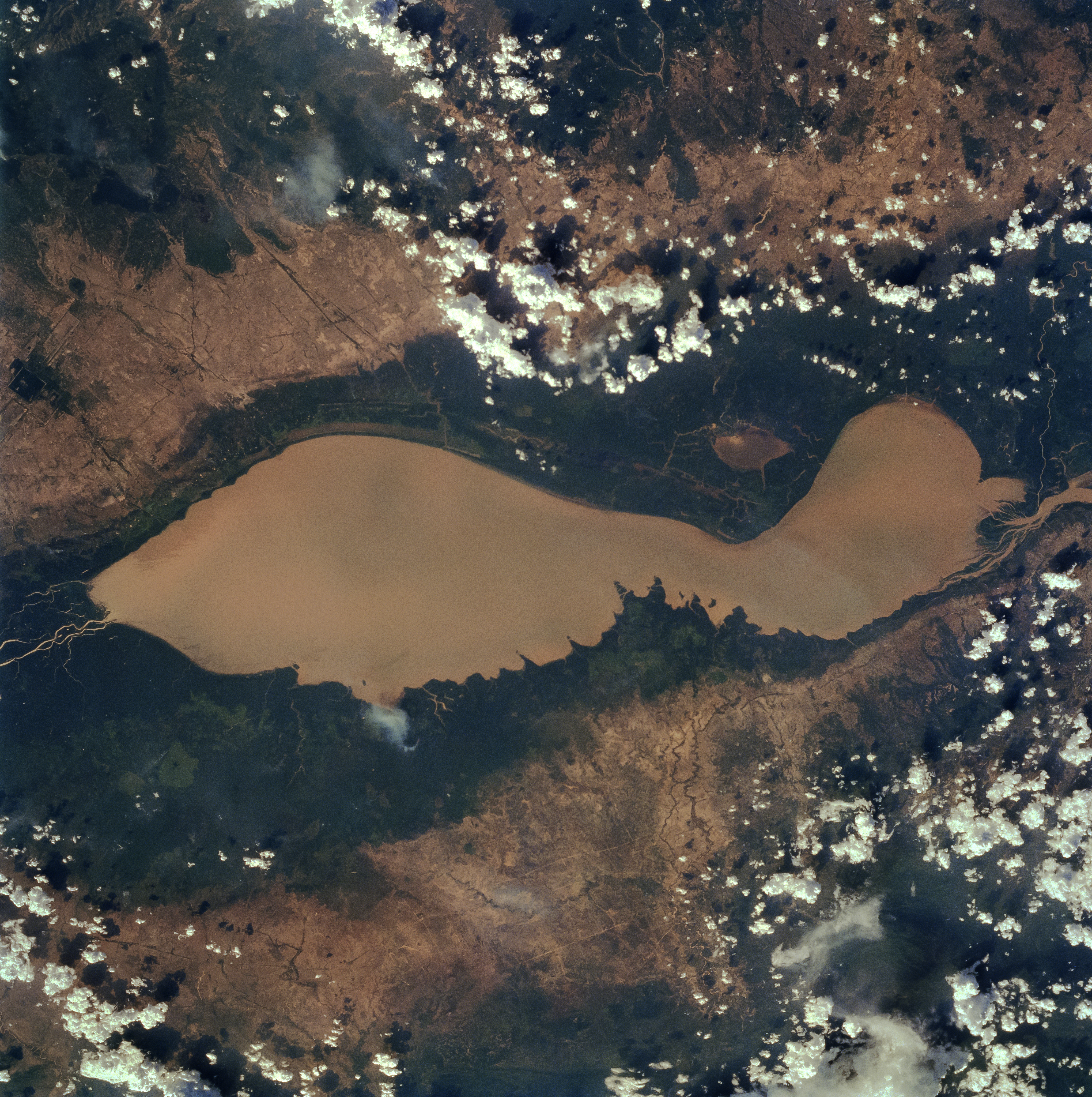
NASA撮影のトンレサップ。左上方向が北

トンレサップ（クメール語: បឹងទន្លេសាប、Tonlé Sap）は、カンボジアに位置する湖であり、河系と結びついている。東南アジア最大の湖であり、クメール語で巨大な淡水湖（sap）と川（tonlé）という意味がある。

## 地理
トンレサップはインド亜大陸とアジア大陸の衝突によって引き起こされた地質学的な緊張による沈下のために形成された堰き止め湖である。

形状はヒョウタン形である。

### 面積の拡大と縮小
乾季の間、水深は1m程度に留まり、面積は2500平方km（琵琶湖の4倍程度）しかない。このため、湖の南方にある首都プノンペンと、北岸のシェムリアップを結ぶ定期船が暗礁に乗り上げかける場面がよくある。しかし5月半ばから11月半ばの雨季には、プノンペン付近でメコン川に流れ込むトンレサップ川が逆流し、周囲の土地と森を水浸しにしながら面積は約6倍、1万6000平方kmまで拡大し、深度も9mに達する。

### 生態系と住民
上記の面積拡大によって、湖水には陸上植物起源の有機物が豊富に供給され、また多量のプランクトンが発生する。これらは魚の餌となり、このような一時的水域で繁殖するものが多いため、魚が大量に発生する。体重100kgを上回るメコンオオナマズ（Pangasius gigas）やパーカーホ、タイガーバルブ、Cirrhinus microlepis、フグなど600種類以上の淡水魚が生息する。雨季の終わりには水が引き、繁殖を終えた魚は川下に移っていく。トンレサップ水系の漁業で獲れる魚は、カンボジア人のたんぱく質摂取量の60%を占める。ワニ（シャムワニ）、バタグールガメ、ヒジリガメも出没する。
水生植物も豊富である。ホテイアオイの過剰な繁茂が問題となっているため、日本企業がバイオマスエタノールに加工する実験を行っている。湖と周辺の森林・湿地にはカニクイザル、ジェルマンルトン、スマトラカワウソ、ビロードカワウソ、アジアヒレアシ、オオハゲコウ、コハゲコウが生息し、生物相が豊富であるため、1997年にユネスコの生物圏保護区に登録された。また、湖北部のボン・チマルは1999年に、北西部のプレック・トアルは2015年に、南東部のストゥン・セーン河口部は2018年にそれぞれラムサール条約登録地となった。 
水が引いた地域に残った養分に富む堆積物が肥料となるため、雨季以外には重要な農地が拓け、浮き稲などが栽培されている。トンレサップ川が逆流することは、メコン川下流（メコンデルタ）の洪水を防ぐ安全弁にもなっている。
湖面に浮かぶボートハウスの村としてチョンクニアなどがある。雨季はボートで家屋や店舗、学校などを観光することが出来る。彼らは同湖水上生活者38,000人のうち、8,000人を占めるベトナム人コミュニティであると言われる。

## ギャラリー

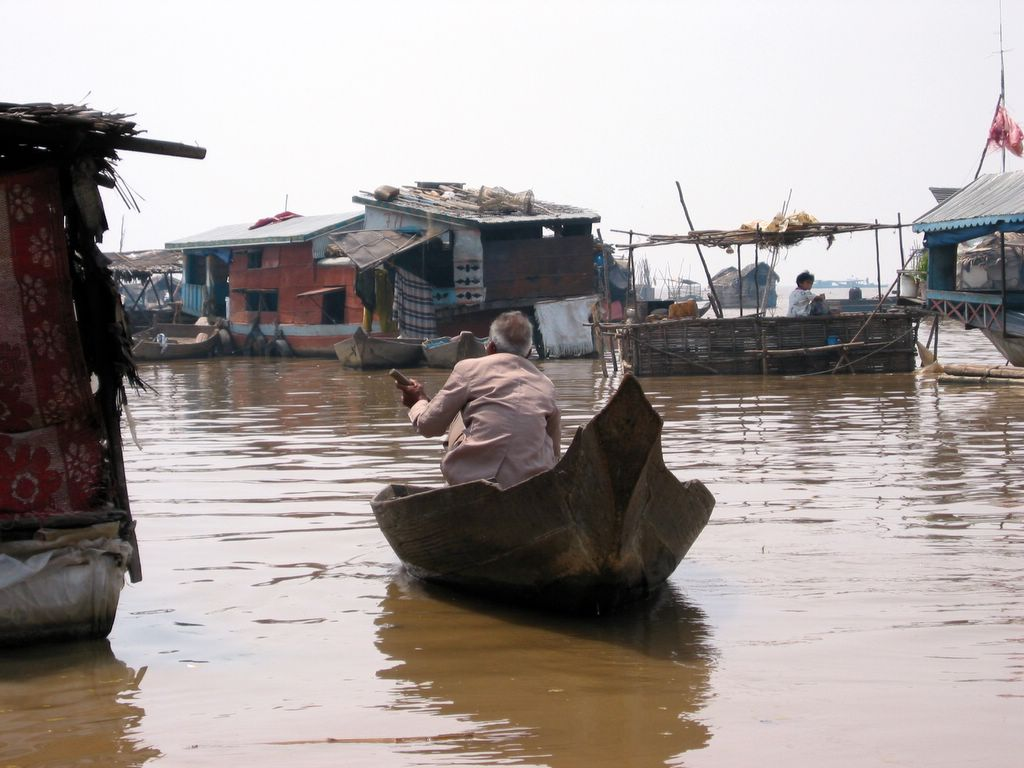
トンレサップをボートで行く老人
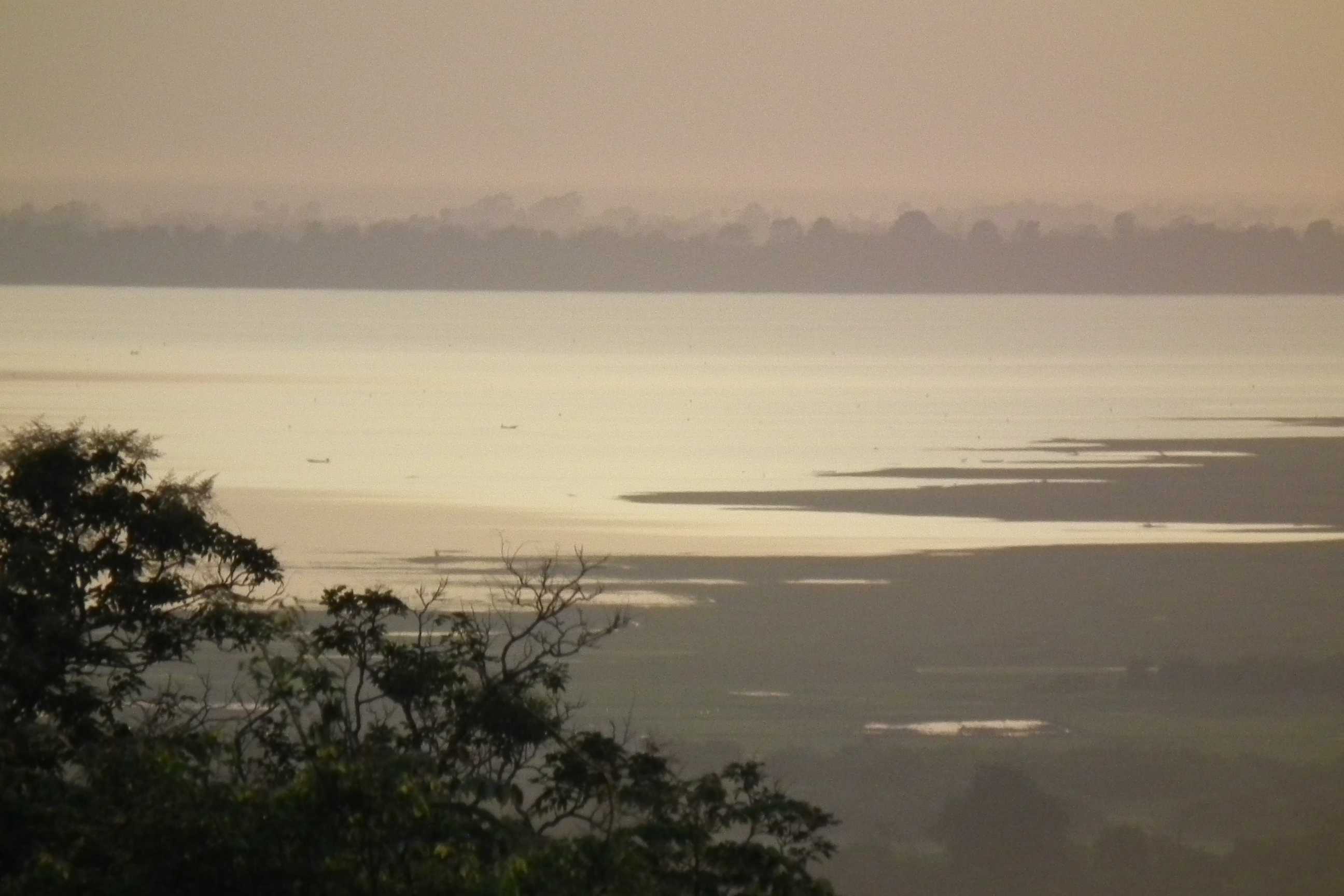
プノン・バケンから望むトンレサップ
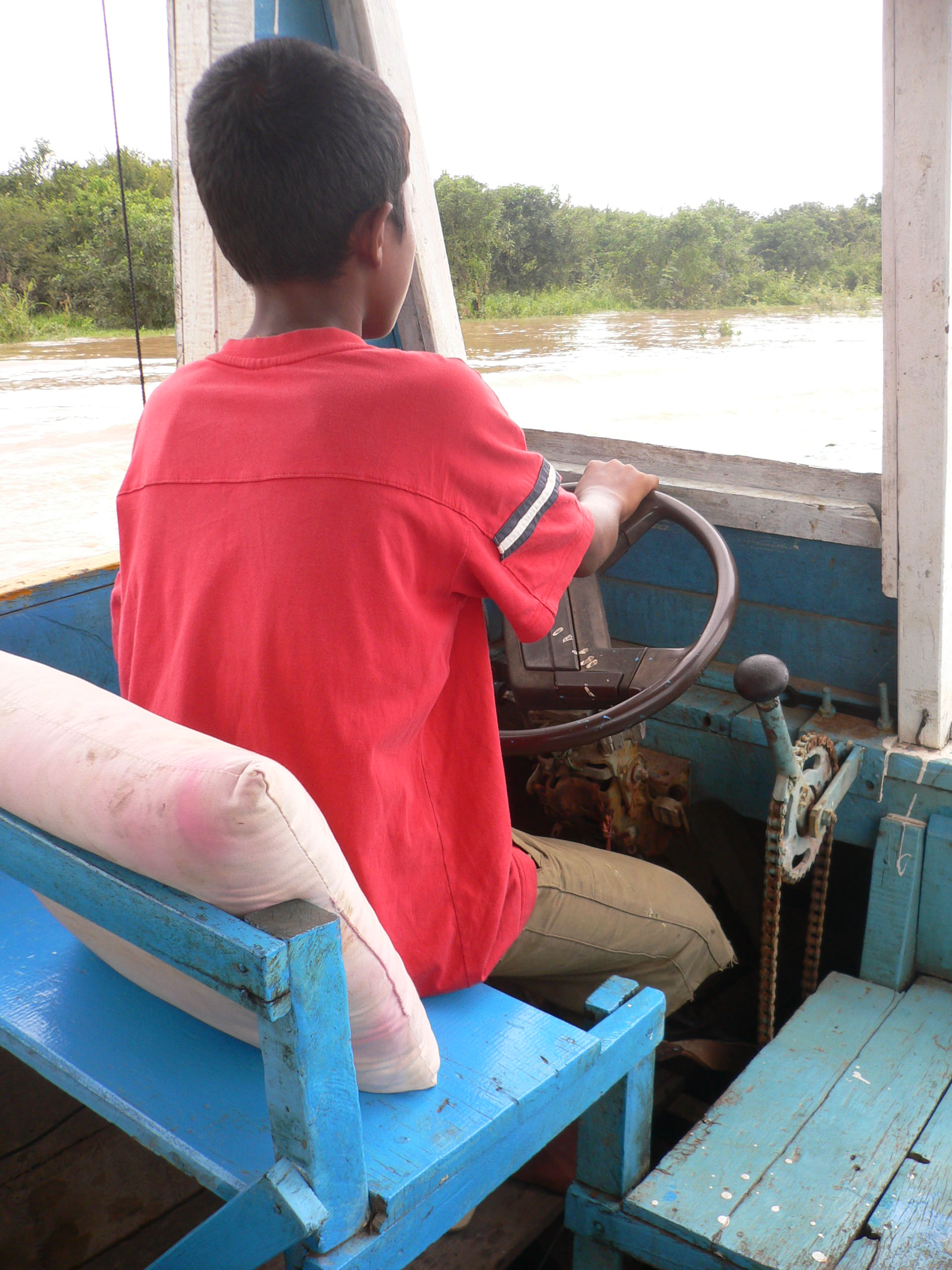
水上生活において子供もボートの運転など労働力となっている。
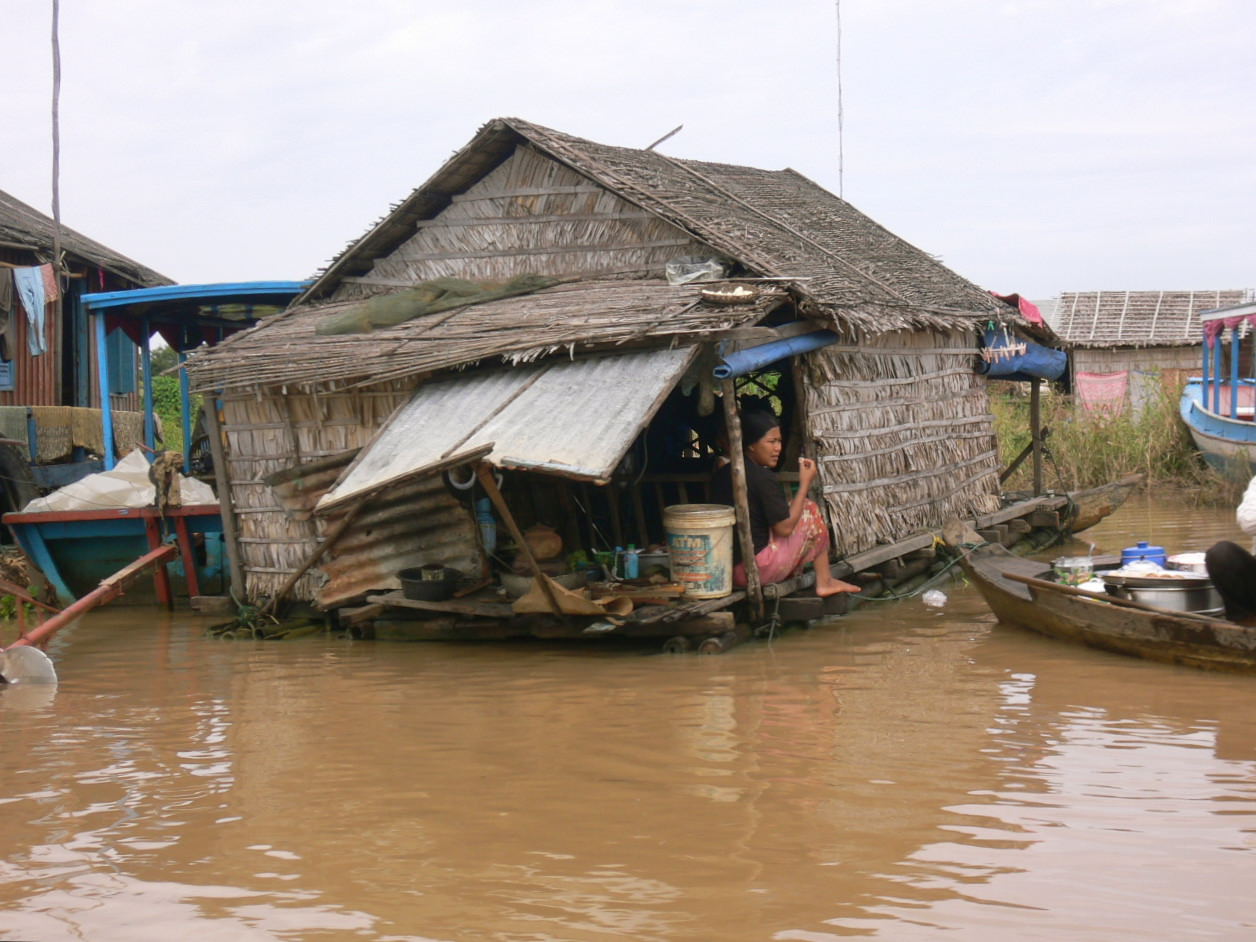
水上生活者